# Asie centrale plus Japon

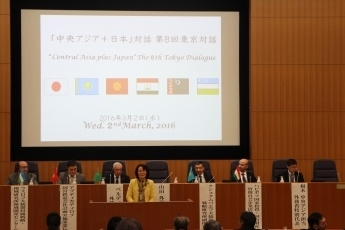
8è dialogue de l'initiative Asie centrale plus Japon, à Tokyo en 2016.

Le dialogue « Asie centrale plus Japon » est une initiative politique entre le Japon et les nations d'Asie centrale (le Kazakhstan, le Kirghizistan, le Tadjikistan et l'Ouzbékistan), avec l'objectif de créer « un nouveau cadre pour la coopération de manière à élever les relations entre le Japon et l'Asie centrale à un nouveau niveau. » Le dialogue, selon le ministère japonais des Affaires étrangères, est également destiné à servir de forum pour la promotion de la coopération inter-régionale. Le Turkménistan, maintenant sa politique de neutralité, participe seulement à titre d'observateur.

## Membres participants
- Japon
- Kazakhstan
- Kirghizistan
- Tadjikistan
- Ouzbékistan
- Turkménistan (observateur)

## Déclaration initiale
Le dialogue a été officiellement déclaré le 28 août 2004 à Astana, au Kazakhstan, lors d'une réunion des ministres des Affaires étrangères des quatre gouvernements participants d'Asie centrale et le Japon. Une déclaration commune a été émise, décrivant les opinions des parties sur quatre domaines : les principes fondamentaux et les valeurs, l'expansion des relations entre le Japon et l'Asie centrale , la coopération intra-régionale au sein de l'Asie centrale, et la coopération sur la scène internationale. La déclaration a également déclaré que les principaux objectifs du dialogue sont :
- Le renforcement de la paix, de la stabilité et de la démocratie dans la région de l'Asie centrale
- Le renforcement des fondements économiques de la région, la promotion de la réforme et du développement social de la région, y compris la correction des disparités intra-régionales
- Le renforcement de la coopération intra-régionale par les pays d'Asie centrale
- Le maintien et le développement de bonnes relations entre l'Asie centrale et les régions voisines ainsi qu'avec la communauté internationale
- La coopération entre le Japon et l'Asie centrale à l'égard à la fois des questions régionales et des questions ayant une dimension internationale.

La déclaration conjointe a également présenté plusieurs domaines de potentielle coopération entre le Japon et l'Asie centrale.

## Réunions ultérieures
Le 4 mars 2005, les cinq pays se sont réunis à nouveau à Tachkent, en Ouzbékistan, où "les participants ont réaffirmé l'importance du "Dialogue Asie centrale plus Japon" et à "promouvoir la coopération concrète... utilisant le cadre du Dialogue". Le 5 juin 2006, une réunion s'est tenue à Tokyo. Là, les cinq pays sont convenus de continuer à tenir davantage de réunions des ministres des Affaires étrangères dans le futur. Ils ont aussi discuté des progrès des échanges entre le Japon et l'Asie centrale, et les défis orientés vers la coopération inter-régionale, avec le Japon s'engageant à donner davantage de soutien dans de nombreux domaines. Le ministre des Affaires étrangères afghan a assisté à la réunion en tant qu'"invité".
En outre, deux "Dialogues intellectuels" ont eu lieu à Tokyo dans le but de l'expansion des échanges intellectuels entre les deux régions.
La 4e réunion a eu lieu le 10 novembre 2012 à Tokyo. Le ministre des Affaires étrangères du Kirghizistan Erlan Abdyldaev, le ministre des Affaires étrangères du Japon, Koichiro Gemba, le ministre des Affaires étrangères du Kazakhstan Idrisov, le ministre des Affaires étrangères du Tadjikistan Hamrohon Zarifi, le ministre des Affaires étrangères du Turkménistan Rashid Meredov, le vice-ministre des Affaires étrangères de l'Ouzbékistan Vladimir Norov ont assisté à l'événement. Au cours de cette réunion, le gouvernement du Japon a promis 700 millions de dollars pour les projets qui vont faciliter la coopération régionale.

## Motivation et signification
Les efforts du japon dans la création du dialogue "Asie centrale plus Japon" fait partie de sa « diplomatie de la Route de la Soie », un terme utilisé pour l'actuelle politique japonaise concernant l'Asie centrale. Cette politique a deux objectifs distincts: améliorer davantage les relations bilatérales dans la région, et promouvoir le dialogue régional. L'initiative "Asie centrale plus Japon" est une tentative pour aider ce dernier. L'ancien ministre des Affaires étrangères, Taro Aso, a donné quatre raisons pour lesquelles le Japon regagne de l''intérêt pour l'Asie centrale :
- Compte tenu de l'influence régionale de l'intégrisme islamique, le Japon veut aider l'Asie centrale à ne pas être un « maillon faible » de l'ordre international
- Les quantités importantes de ressources naturelles de l'Asie centrale sont trop importantes pour être ignorées
- Les expériences du Japon après la guerre peuvent servir de guide pour les états nouvellement indépendants
- Le Japon a une influence importante et croissante en Asie centrale

Aso a aussi dit, "Le Japon en ce moment peut devenir un support qui améliore le dynamisme vers la coopération régionale... Le Japon espère une situation dans laquelle il peut proposer certains domaines dans lesquels il est disposé à coopérer; les pays d'Asie centrale pourraient alors prendre cela comme une opportunité pour renforcer les liens et la coopération entre eux."
Les analystes ont dit que les efforts japonais dans le domaine de l'intégration régionale et de la coopération, en particulier à l'égard de l'Afghanistan, est utile et complète les efforts d'autres groupes comme l'Organisation de coopération de Shanghai (OCS). Il a également été suggéré que le dialogue "Asie centrale plus Japon", ainsi que le développement des relations bilatérales entre le Japon et les pays d'Asie centrale, permettront de doter la région d'une alternative à l'influence croissante de l'OCS.